# To Aru Hikūshi e no Tsuioku
To Aru Hikūshi e no Tsuioku (яп. とある飛空士への追憶, англ. The Princess and the Pilot, укр. Спогади про одного пілота) — японський анімаційний фільм, знятий за мотивами однойменного ранобе, написаного Короку Іномурою. Прем'єра відбулася в Японії 1 жовтня 2011 року.
«Спогади про одного пілота» — це спільний проект, розпочатий японською аніме-студією Madhouse та TMS Entertainment, під керівництвом Джюна Шішідо. Акторський склад цього фільму було офіційно оголошено 19 травня 2011 року.

## Сюжет
Події роману обертаються навколо Шарля Каріно, леваммського найманця, пілота двомісного розвідувального гідролітака — «Санта-Круза». Одного разу він отримує, здавалося б, абсурдне завдання: пролетіти понад 12 000 кілометрів ворожої території, щоб захистити дівчину на ім'я Фана дель Мораль. Фана є спадкоємицею на престол Імперії.

## Персонажі
Рядовий Шарль Каріно (яп. 狩乃 シャルル(かりの))
Озвучує — Рюноске Камікі
Леваммський найманець, пілот, який отримує таємне завдання — супроводити та захистити дівчину, спадкоємицю престолу Імперії. Він є предметом важкої расової дискримінації у зв'язку з його змішаним походженням (він розділяє у собі кров тезорців, з якими зараз воює Левамм). Шарль прагнув проявити себе й пообіцяв собі літати в небі як льотчик, тому що «немає краси більшої за безмежне небо», лише в небі він почувався вільним.
Фана дель Мораль (яп. ファナ・デル・モラル)
Озвучує — Сейка Такетомі
Майбутня принцеса, дуже гарна дівчина з красивими сріблястими очима. Хоча вона й народилася в родині дворянина посеред бюрократії, у неї елегантний, ввічливий і жалісливий характер справжньої леді. Після того, як принц із сусідньої держави, яка знаходилася в стані війни, попросив у Фани руки й серця, вона піддається замаху на вбивство. Тому, щоб повернути її назад на материк, вище військове командування організувало секретну місію супроводу під керівництвом рядового пілота Шарля Каріно, щоб провести її через ворожу лінію фронту.